# Misterioso
Misterioso är ett musikalbum av Thelonious Monk Quartet. Albumet är inspelat live på Five Spot Café i New York och lanserat 1958 på skivbolaget Riverside Records. Kvartetten bestod förutom Monk av Johnny Griffin (saxofon), Roy Haynes (trummor), och Ahmed Abdul-Malik (bas). Ytterligare ett album med samma sättning inspelat på samma klubb, Thelonious in Action hade släppts tidigare samma år. 
På albumets skivomslag ses Giorgio de Chiricos målning The Seer.

## Låtlista
(alla kompositioner utom spår 5 komponerade av Thelonious Monk)
1. "Nutty" - 5:22
2. "Blues Five Spot" - 8:11
3. "Let's Cool One" - 9:16
4. "In Walked Bud" - 11:20
5. "Just a Gigolo" (Irving Caesar, Leonello Casucci) - 2:07
6. "Misterioso" - 10:52